# Wassenach
Wassenach là một đô thị thuộc huyện Ahrweiler, bang Rheinland-Pfalz, phía tây nước Đức. Đô thị Wassenach có diện tích 6,16 km², dân số thời điểm ngày 31 tháng 12 năm 2006 là 1139 người.